# Hyporthodus niveatus
Hyporthodus niveatus är en fiskart som först beskrevs av Achille Valenciennes 1828.  Hyporthodus niveatus ingår i släktet Hyporthodus och familjen havsabborrfiskar. IUCN kategoriserar arten globalt som sårbar. Inga underarter finns listade i Catalogue of Life.